# Hasan Tuhamí
Hasan Tuhamí (arabsky حسن التهامي‎; 26. dubna 1923 – 9. prosince 2009) byl egyptský politik, diplomat a místopředseda vlády za dob prezidentství Anvara Sadata. Podílel se na egyptsko-izraelském mírovém procesu a jeho schůzka s izraelským ministrem zahraničí Moše Dajanem otevřela prostor pro historickou návštěvu prezidenta Sadata v Jeruzalémě.

## Biografie
Narodil se v tehdejším Egyptském království a v roce 1942 absolvoval egyptskou vojenskou akademii. V roce 1952 se coby důstojník egyptské armády zúčastnil druhé egyptské revoluce. Zprvu měl blízko k prezidentovi Gamalu Násirovi, avšak po vyjádření nesouhlasu s Násirovou sociální politikou byl odstaven a jmenován egyptským velvyslancem v Rakousku. Po egyptské porážce v šestidenní válce v roce 1967 se vrátil do země a byl jmenován členem vlády.
V roce 1973 byl během jomkipurské války zodpovědný za obranu města Suez. Ve válce padl jeho syn, pilot egyptského vojenského letectva. V letech 1974 až 1975 byl generálním tajemníkem Organizace islámské spolupráce.
V září 1977 roku se za zprostředkování Nicolae Ceaușeska a Hasana II. v Maroku sešel v rámci předběžné fáze egyptsko-izraelského mírového procesu s izraelským ministrem zahraničí Moše Dajanem. Dajanovi tlumočil Sadatovu ochotu k bilaterálnímu jednání a možnost uzavření mírové smlouvy výměnou za izraelské stažení ze Sinajského poloostrova. Tato schůzka otevřela prostor pro Sadatovu historickou návštěvu Jeruzaléma o dva měsíce později, 20. listopadu 1977. Tuhamí se posléze podílel na jednáních s Izraelem a v prosinci se opět sešel s Dajanem. Po uzavření dohod z Camp Davidu a egyptsko-izraelské mírové smlouvy se rozhodl ukončit svou politickou kariéru.